# 賽登 (密西西比州)
賽登（英語：Sidon）是位於美國密西西比州利福勒縣的城鎮。此地為密西西比州面積最小的市鎮。

## 人口
根據2020年美國人口普查的數據，賽登的面積為0.32平方千米，皆為陸地。當地共有人口311人，而人口密度為每平方千米972人。